# Mopiopia
Mopiopia Simon, 1902 è un genere di ragni appartenente alla famiglia Salticidae.

## Distribuzione
Le tre specie oggi note di questo genere sono state reperite in varie località del Brasile.

## Tassonomia
A dicembre 2010, si compone di tre specie:
- Mopiopia comatula Simon, 1902[2] — Brasile
- Mopiopia labyrinthea (Mello-Leitão, 1947) — Brasile
- Mopiopia tristis (Mello-Leitão, 1947) — Brasile